# 성 푸블리오
성 푸블리오(몰타어: San Publju; 그리스어: Πούπλιος)는 1세기 몰타인 주교이다. 그는 초대 몰타의 주교이자 아테네의 주교 중 하나로서 존경받는다.
푸블리오는 몰타의 최초로 공인된 성인이며, 섬의 왕자(몰타어: il-prinċep tal-gżira)이다. 몰타의 기독교전통에 따르면, 푸블리우스의 개종은 몰타가 서쪽에서 최초의 기독교 국가가 되게 했다. 그의 축일은 그의 축일은 로마 가톨릭교회와 정교회에서 기념되는데, 그 전통과 기념일은 다르다.

## 역사와 전통
기독교전통에 따르면, 사도 바울로가 난파한 동안 섬에서 그를 맞이함으로서 사도행전에서 언급된다. 사도행전에 따르면, 바울로는 푸블리오의 이질에 고통받던 아버지를 치료했다.
그 근처에 섬의 우두머리 푸블리오라는 사람의 농장이 있었는데 우리는 그의 초대를 받아 거기에서 사흘 동안 극진한 대접을 받았다. 그 때 마침 푸블리오의 아버지가 열병과 이질에 걸려 앓아 누워 있었는데 바울로가 그에게 가서 기도하고 손을 얹어 낫게 해주었다. 그랬더니 그 섬에 있는 다른 병자들도 찾아왔다. 바울로는 그들의 병도 모두 고쳐주었다. 그들은 우리에게 많은 선물로 갚아주었고 우리가 떠날 때에는 항해에 필요한 물건들을 배에 실어주었다.— 사도행전 28:7–10, 공동번역 성서

플로리아나의 수호성인 것과 별개로, 푸블리오는 바울로 외에 몰타의 수호성인 두 명 중 한 명이다. 그는 하드리아누스 황제의 박해 동안인 125년경에 순교했고, 1634년에 시성되었다.
로마 가톨릭교회에서 그의 축일은 1월 22일에 기념되며, 그를 아레오파고스의 디오니시오스의 후계자로 두고, 그의 순교 연대는 112년경으로 추정한다.
그러나, 동방 정교회에서 그의 축일은 3월 13일로 준수하며, 코린토스의 주교 성 디오니시오스의 서신에 따라, 아테네의 성 나르키소스의 후계자로 두어지고, 마르쿠스 아우렐리우스 치하의 박해 시기에 순교한 것으로 추정한다.
현대의 역사학자 고드프리 웨팅어는 11세기에서 18세기에 이르는 허위의 몰타 역사 외에는 바울로가 몰타에 있었다는 증거가 없다고 주장한다. 이 섬은 870년에서 1091년 사이에 이슬람교도들에 의해 정복되었고, 이 기간 동안 이 섬은 또한 수 년 동안 무인도였으며, 이는 몰타의 기독교가 푸블리우스와 바울에 뿌리를 두고 있지 않다는 것을 암시한다. 사도행전(28장)에서 바울의 항해와 난파선과 연관하여 몰타를 명확하게 언급하고 있지만, 본문은 푸블리우스의 아버지가 이질에서 치유되었다고 할 뿐, 그가 개종한 적은 없다고 주장한다.

## 같이 보기
- 아테네 대주교 목록
- 몰타 교구
- 몰타
- 플로리아나

## 노트
1. ↑  "+ c 112. Tradition identifies this saint with Publius, 'chief man of the island of Malta', who befriended St Paul after his shipwreck (Acts 28:7). He became the first Bishop of Malta and later Bishop of Athens, being martyred under Trajan."[1]
2. ↑  "At Athens, the birthday of St. Publius, bishop, who, as successor of St. Denis the Areopagite, nobly governed the Church of Athens. No less celebrated for the lustre of his virtues than for the brilliancy of his learning, he was gloriously crowned for having borne testimony to Christ."[5]